# Morti nel 1460
| Questa pagina contiene informazioni ricavate automaticamente dalle voci biografiche con l'ausilio del template Bio e di un bot. L'aggiornamento è periodico e automatico e ricostruisce completamente la pagina. Se manca una persona in questa lista, sei pregato di non aggiungerla, ma accertati piuttosto che la sua voce biografica contenga il template Bio e che i dati anagrafici siano correttamente compilati. Se il template Bio manca, inseriscilo tu stesso o, in alternativa, metti l'avviso {{tmp\|Bio}} che ne segnala la mancanza. Se i dati riportati sono sbagliati, correggi direttamente la voce biografica; le modifiche saranno visibili in questa lista entro pochi giorni. Per chiarimenti vedi il progetto biografie. La lista contiene solo le 42 persone che sono citate nell'enciclopedia e per le quali è stato implementato correttamente il template Bio. Pagina aggiornata al 2 ago 2025. |

- 7 febbraio - Giulio Ascanio Boiardo, nobile
- 14 febbraio - Ladislao di Głogów, tedesco (n. 1420)
- 29 febbraio - Alberto III di Baviera, nobile (n. 1401)
- 6 marzo - Cristoforo I Torelli, militare italiano
- 21 marzo - Álvar García de Santa María, scrittore spagnolo
- 26 marzo - Maffeo Contarini, patriarca cattolico italiano
- 8 aprile - Taddea Pio, nobildonna italiana
- 10 aprile - Antonio Neirotti, religioso italiano
- 14 aprile - Giovanni Castiglione, cardinale e vescovo cattolico italiano (n. 1420)
- 18 aprile - Pietro Guido I Torelli, conte
- 14 maggio - Guarnerio Castiglioni, nobile, politico e diplomatico italiano
- 10 luglio - Thomas Percy, I barone di Egremont, militare inglese (n. 1422)
- 10 luglio - Humphrey Stafford, I duca di Buckingham, militare inglese (n. 1402)
- 10 luglio - John Talbot, II conte di Shrewsbury, militare inglese (n. 1417)
- 24 luglio - Geminiano Inghirami, religioso e umanista italiano (n. 1370)
- 24 luglio - Arcangelo da Calatafimi, presbitero e religioso italiano (n. 1390)
- 3 agosto - Giacomo II di Scozia, re (n. 1430)
- 9 agosto - Alfonso di Braganza, nobile (n. 1402)
- 13 agosto - Oldrado II Lampugnani, condottiero italiano (n. 1380)
- 20 settembre - Gilles Binchois, compositore fiammingo
- 22 settembre - Jean Chevrot, vescovo cattolico, politico e mecenate francese
- 13 novembre - Enrico il Navigatore, esploratore portoghese (n. 1394)
- 4 dicembre - Guarino Veronese, poeta e umanista italiano (n. 1374)
- 21 dicembre - Domenico di Prussia, monaco cristiano, presbitero e teologo tedesco (n. 1384)
- 30 dicembre - William Bonville, VI barone Harington, nobile britannico (n. 1442)
- 30 dicembre - Edmondo Plantageneto, conte di Rutland, nobile inglese (n. 1443)
- 30 dicembre - Riccardo Plantageneto, III duca di York, nobile britannico (n. 1411)
- 31 dicembre - Richard Neville, V conte di Salisbury, nobile inglese (n. 1400)
- Francesco II Acciaiuoli, duca italiano
- Hamza Castriota, generale albanese
- Giovanni Cecchini Caranzoni, vescovo cattolico italiano
- Lluís Dalmau, pittore spagnolo (n. 1400)
- Dan III di Valacchia, principe
- Giovanni Fantuzzi, politico italiano (n. 1391)
- Giovanna di Savoia, nobile (n. 1392)
- Sheykh Junayd, sovrano azero
- Ma Huan, esploratore e scrittore cinese
- Mihály Szilágyi, generale ungherese (n. 1400)
- Mosè ben Isaac da Rieti, medico, poeta e filosofo italiano (n. 1388)
- Shō Taikyū, re giapponese (n. 1415)
- Fernán Pérez de Guzmán, poeta e biografo spagnolo
- Fruzhin Šišman, principe e condottiero bulgaro